# Rafael Sánchez Romero
Rafael Sánchez Romero (Madrid, 1966) es un ingeniero técnico industrial y político español actualmente en la formación política MIA Pinto y la confluencia Unidas Pinto, Alcaldes de Pinto entre 2015 y 2019, Concejal del Ayuntamiento de Pinto desde 2011, presidente del MIA Pinto desde 2007 y de Ganemos desde 2015. Ahora rige en el gobierno de coalición como
Segundo Teniente del Ayuntamiento de Pinto.

## Biografía
Rafael Sánchez Romero nacido en Madrid en 1966, ingeniero técnico industrial, trabajaba en una empresa del grupo telefónica, era miembro del sindicato UGT y afiliado del Partido Comunista de España hasta 2004. En 2007 fue junto a Daniel Santacruz uno de los creadores del partido alternativo de izquierda en la localidad de Pinto, MIA Pinto, ese mismo año fue elegido presidente del partido y cabeza de lista del partido a los comicios de 2007. En las elecciones municipales de 2007 el partido no consiguió ningún concejal al quedar como quinta fuerza con solo un 2,23% de los votos y él se quedó a las puertas. Tras estas elecciones fallidas, el partido mantuvo su estructura para las elecciones municipales de 2011 en las cuales consiguió entrar al hemiciclo como concejal junto a su compañero Daniel Santacruz.
Antes de las elecciones municipales de 2015, MIA Pinto decidió formar parte de la plataforma de izquierdas Ganemos Pinto, donde resultó elegido presidente y alcaldable para las elecciones, donde la confluencia consiguió ser la segunda fuerza con 7 escaños. Tras diversas negociaciones, Rafael fue elegido alcalde con el apoyo de los cinco concejales del Partido Socialista.
Su alcaldía no estuvo exenta de polémica, ya que tras varias disputas con la empresa de limpieza del municipio, Sánchez Romero fue imputado por revelación de secretos. La confluencia tuvo que renovar su nombre para lidiar con una «candidatura fantasma» llamada Ganemos en las elecciones de 2019, y él continuó como presidente y cabeza de lista; en las elecciones municipales de 2019, Rafael mantuvo su escaño en el consistorio, aunque la confluencia perdió tres escaños y dejó de ser alcalde.